# 藤崎 (藤崎町)
藤崎（ふじさき）は、青森県南津軽郡藤崎町にある大字。郵便番号は038-3802。

## 概要
リンゴ栽培を中心とする農業地域である反面、藤崎駅を中心に栄えており、町の政治・経済ともに中心地である。

## 歴史

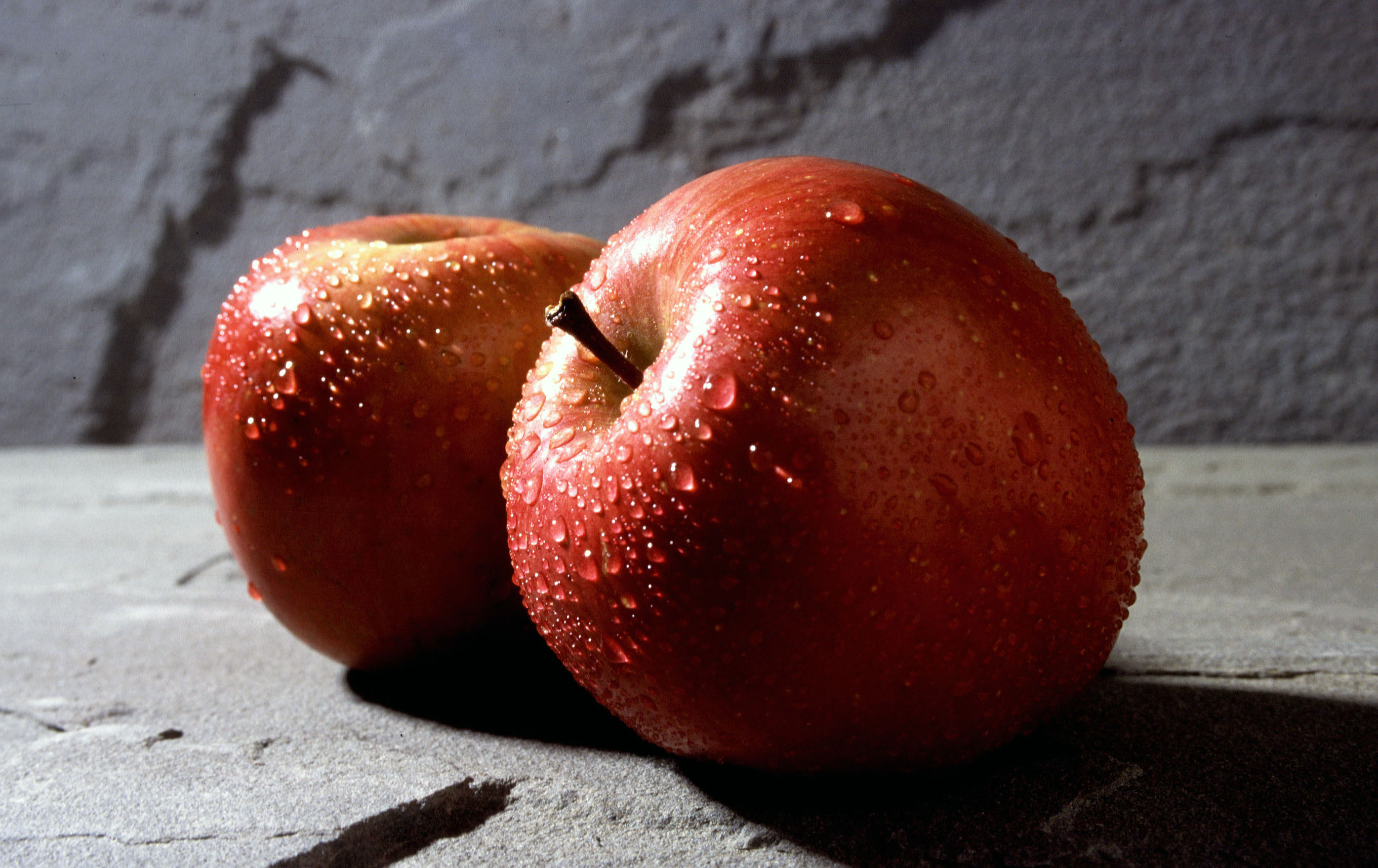
ふじの果実

1940年（昭和15年）下袋にあった農林省園芸試験場東北支場にて、ふじが播種されたため（1962年登録）、ふじの発祥地とされている。

## 地理
北は林崎と北津軽郡板柳町飯田に、南は田舎館村豊蒔や弘前市津賀野と、西は弘前市中崎や弘前市大川と接し、東は矢沢と藤越などに接する。
また、域内の集落は主として平川の右岸、藤崎駅を中心に位置するが、藤崎駅の北東に36.2haの土地区画整備事業が1979年より施行されて、整然とした住宅街が整備されている。

### 小字
域内の小字は以下の通りである。
浅田、一本柳、老松、岡本、上川原、唐糸、雁泊、北竹原、北根子橋、北真那板、郷士川原、三貫川原（さんがんかわら）、下袋、下道、四本松（しほんまつ）、下川原、白子、新城、杉山、高瀬、武元、竹原、舘岡、富永、豊岡、豊田、銅屋森、中川原、中島、中竹原、中豊田、中真那板、中村井、梨ノ木、西浅田、西岡本、西竹原、西豊田、西村井、西若松、二本柳、根子橋、東村井、東若松、樋口、松野木、真那板、真那板縁、南竹原、南豊田、南真那板、向根子橋、村井、村岡、村元、横松、若前、若松

### 海洋・河川
- 平川
- 岩木川
- 浅瀬石川

## 施設
- 弘前大学農学部藤崎農場[9]
- 藤崎町立藤崎小学校[10][11]
- 藤崎町立藤崎中学校[11]
- 藤崎保育場[11][12]
- 藤崎幼稚園[11][12]
- 藤崎郵便局[11][13]
- 青森みちのく銀行藤崎支店[14]
- 藤崎町図書館大夢[11]
- ふれあいずーむ館[11]
- 藤崎町斎場[11][15]
- 藤崎老人憩の家[11]
- 藤越研修集会所[11]
- 白子研修集会所[11]
- 弘前地区消防事務組合東消防署北分署[11]
- 藤崎城跡[16]
- 藤崎八幡宮
  - 1092年に建立され、応神天皇を祀る[17]。
- 日本基督教団藤崎教会
  - 1925年に現在の教会が完成[18]。
- 浄土真宗本願寺派心光寺
- 真宗大谷派真蓮寺
- 日蓮宗法光寺
- 浄土宗摂取院
- 曹洞宗昭伝寺
- 真宗大谷派称名寺
- 堰神社
  - 1609年4月14日に藤崎堰口で自ら人柱となった堰八太郎左衛門安高の霊を祭るために、津軽藩が1645年に建立した[19]。
- 保食神社
- 稲荷神社

## 交通

### 鉄道
- 藤崎駅（JR五能線）

### 道路
- 国道7号
- 国道339号
- 青森県道110号黒石藤崎線
- 青森県道131号前坂藤崎線
- 青森県道196号五林平藤崎線
- 青森県道199号太田藤崎線
- 青森県道239号藤崎停車場線
- 青森県道285号浪岡藤崎線
- せせらぎ遊歩道

### バス
- 弘南バス
  - 弘前 - 五所川原線[20][21]
  - 弘前 - 浪岡線[20]
  - 急行弘前 - 青森空港線[21]